# Frederic C. Bartlett
Pour les articles homonymes, voir Bartlett.
Frederic Charles Bartlett (20 octobre 1886 – 30 septembre 1969) est un enseignant et chercheur en psychologie britannique. Précurseur de la psychologie cognitive, il est notamment connu pour ses travaux sur la mémoire et sur la notion de schéma.

## Biographie
Frederic Bartlett naît en 1886 à Stow-on-the-Wold une petite ville du Gloucestershire. Souffrant de pleurésie, il interrompt sa scolarité après l'école primaire et étudie à la maison. Brillant étudiant, il obtient en 1909 sa licence en philosophie de l'University Correspondence College et une maîtrise en sociologie et éthique à l'Université de Londres (Master of Arts, 1911). Il obtient enfin une distinction en science morale au Collège Saint-John de l'Université de Cambridge. Charles S. Myers, qui dirige le Cambridge Psychology Laboratory, lui en confie l'interim (Myers part sur le front en 1914 comme médecin). Il obtient un poste de maître de conférences en psychologie expérimentale, début d'une brillante carrière à l'Université de Cambridge. Il est titulaire de la chaire de psychologie expérimentale en 1931.
Pendant la Seconde guerre mondiale, reprenant ses travaux de 1927 sur la psychologie du soldat, il s'implique dans la recherche pour les forces armées. Il met en place en particulier avec Kenneth Craik l'Unité de recherche en psychologie appliquée (Applied Psychology Research Unit, APU, 1944).
Il prend sa retraite en 1951 et meurt en 1969 à l'âge de 82 ans, couvert d'honneurs : membre de la Société royale (FRS, 1932), commandeur de l'excellentissime Ordre de l'Empire britannique (CBE, 1941), médaillé de la Royal Air Force, médaillé de la Société royale, docteur honoris causa des universités d'Athènes (1937), de Princeton (1947), de Londres (1949) et de Louvain (1949), président de la Société britannique de psychologie (à partir de 1950)…

## Œuvres
En 1932, il publie le livre Remembering, son ouvrage le plus connu. Il y décrit une expérience qu'il a conduite à Cambridge, afin d'observer la transformation de la mémoire au cours du temps. Pour cette expérience, il utilise une légende des indiens d'Amérique rapportée par l'anthropologue Franz Boas, la fait lire plusieurs fois aux étudiants puis leur demande de la lui raconter ensuite. Il constate que la mémoire est profondément culturelle : la structure narrative propre à une culture différente est transformée par la mémoire pour que celle-ci corresponde à celle de la culture environnante. La mémoire est donc une reproduction.